# Audigast
Audigast ist ein Ortsteil der Stadt Groitzsch in Sachsen. Seit dem 1. Januar 1994 bildete Audigast gemeinsam mit den Nachbargemeinden Auligk, Berndorf und Großstolpen eine Verwaltungsgemeinschaft und wurde 1996 nach Groitzsch eingemeindet. Der Ort liegt an der Mitteldeutschen Straße der Braunkohle.

## Geographische Lage
Audigast liegt in der Leipziger Tieflandsbucht nördlich der Kleinstadt Groitzsch. Westlich des Orts verläuft die Schnauder, die sich kurz zuvor mit der Schwennigke vereinigt hat und im Norden von Audigast in die Weiße Elster mündet.
Der 1963 aufgeschlossene Tagebau Peres baggerte um 1980 den Bereich östlich von Audigast ab. Nach seiner vorläufigen Stilllegung im Jahr 1991 wurde das Areal renaturiert.

## Geschichte
Das nördlich der Kleinstadt Groitzsch unweit der Weißen Elster gelegene Dorf wurde 1330 erstmals als Vdegoz erwähnt. 1378 gehörte der Ort zum castrum Groitzsch, das 1460 mit dem Geleitsamt Pegau zum Amt Pegau vereinigt wurde. Seitdem lag der Ort bis 1856 im kursächsischen bzw. königlich-sächsischen Amt Pegau. Audigast war Sitz eines Herrengutes, welches später zum Rittergut erhoben wurde. Im Ort gab es den Ober- und Unterhof. Letzterer war im Jahr 1467 im Besitz von Fritz von Peres. Nachdem der Oberhof im Jahr 1812 niederbrannte, wurde der Grundbesitz beider Höfe 1816 vereinigt. Ab 1856 gehörte der Ort zum Gerichtsamt Pegau und ab 1875 zur Amtshauptmannschaft Borna.
Am 1. Oktober 1948 wurden die Gemeinden Kobschütz und Schnaudertrebnitz nach Audigast eingemeindet. Audigast wurde 1952 dem Kreis Borna im Bezirk Leipzig, 1990 dem Landkreis Borna und 1994 dem Landkreis Leipziger Land angegliedert. Seit dem 1. Januar 1994 bildete Audigast gemeinsam mit den Nachbargemeinden Auligk, Berndorf und Großstolpen eine Verwaltungsgemeinschaft, die am 1. Januar 1996 komplett nach Groitzsch eingemeindet wurde. Seitdem ist Audigast ein Ortsteil der Stadt Groitzsch.

### Entwicklung der Einwohnerzahl
| Jahr | 1548/51 | 1764 | 1834 | 1871 | 1890 | 1910 | 1925 | 1939 | 1946 | 1950   | 1964   | 1990   | 2011 |
| --- | ------- | ---- | ---- | ---- | ---- | ---- | ---- | ---- | ---- | ------ | ------ | ------ | ---- |
| Einwohner | a)      | b)   | 281  | 286  | 346  | 378  | 384  | 378  | 498  | 730 c) | 542 c) | 716 c) | 266  |
| a) 20 besessene Mann, 19 Hufen b) 21 besessene Mann, 12 Häusler, 13 Hufen c) mit Köbschütz und Schnaudertrebnitz |         |      |      |      |      |      |      |      |      |        |        |        |      |

### Eingemeindungen
| Ehemalige Gemeinde | Datum           | Anmerkung                    |
| ------------------ | --------------- | ---------------------------- |
| Audigast           | 1. Januar 1996  | Eingemeindung nach Groitzsch |
| Kobschütz          | 1. Oktober 1948 | Eingemeindung nach Audigast  |
| Schnaudertrebnitz  | 1. Oktober 1948 | Eingemeindung nach Audigast  |

## Sehenswürdigkeiten

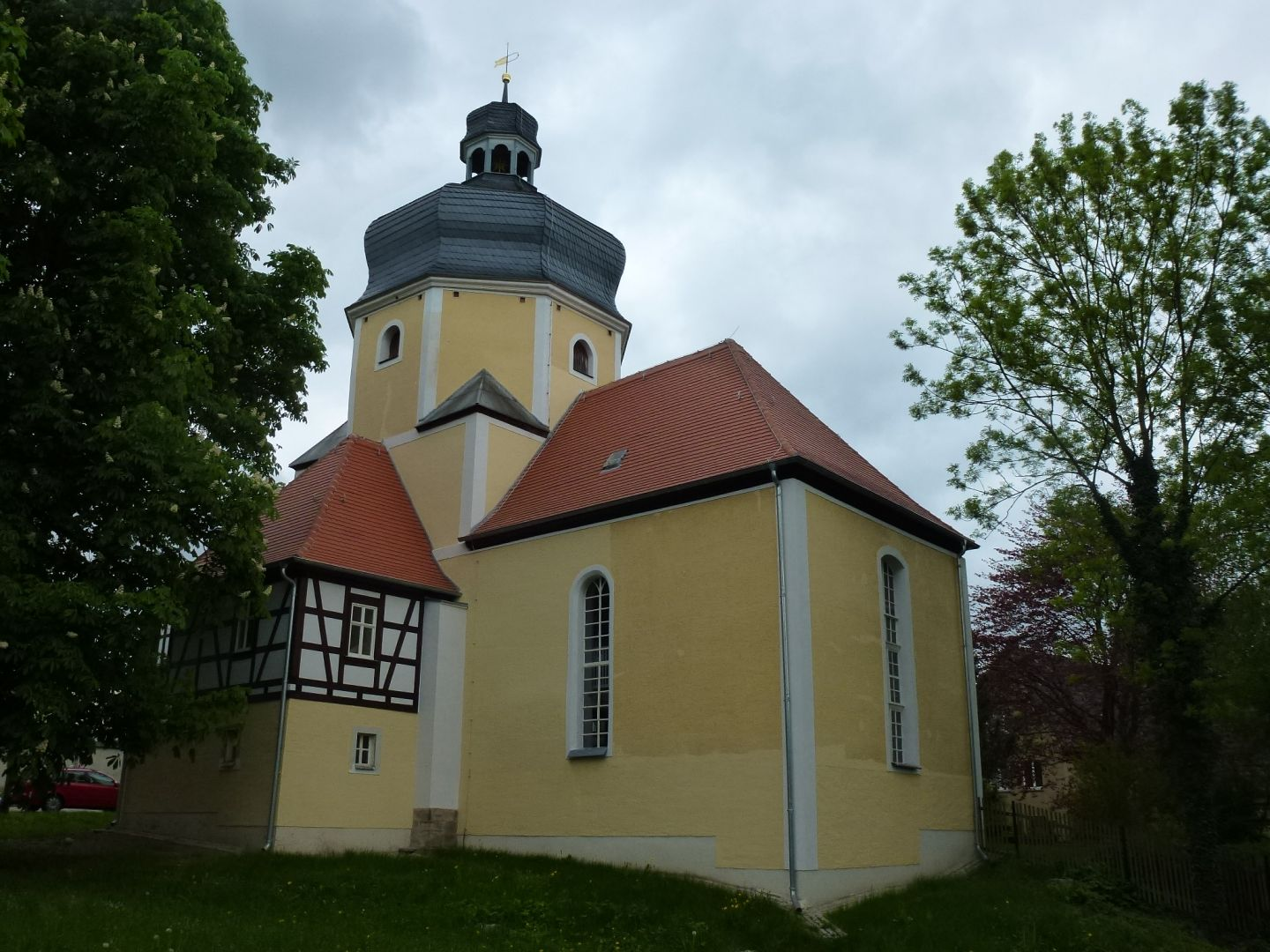
St. Martin-Kirche

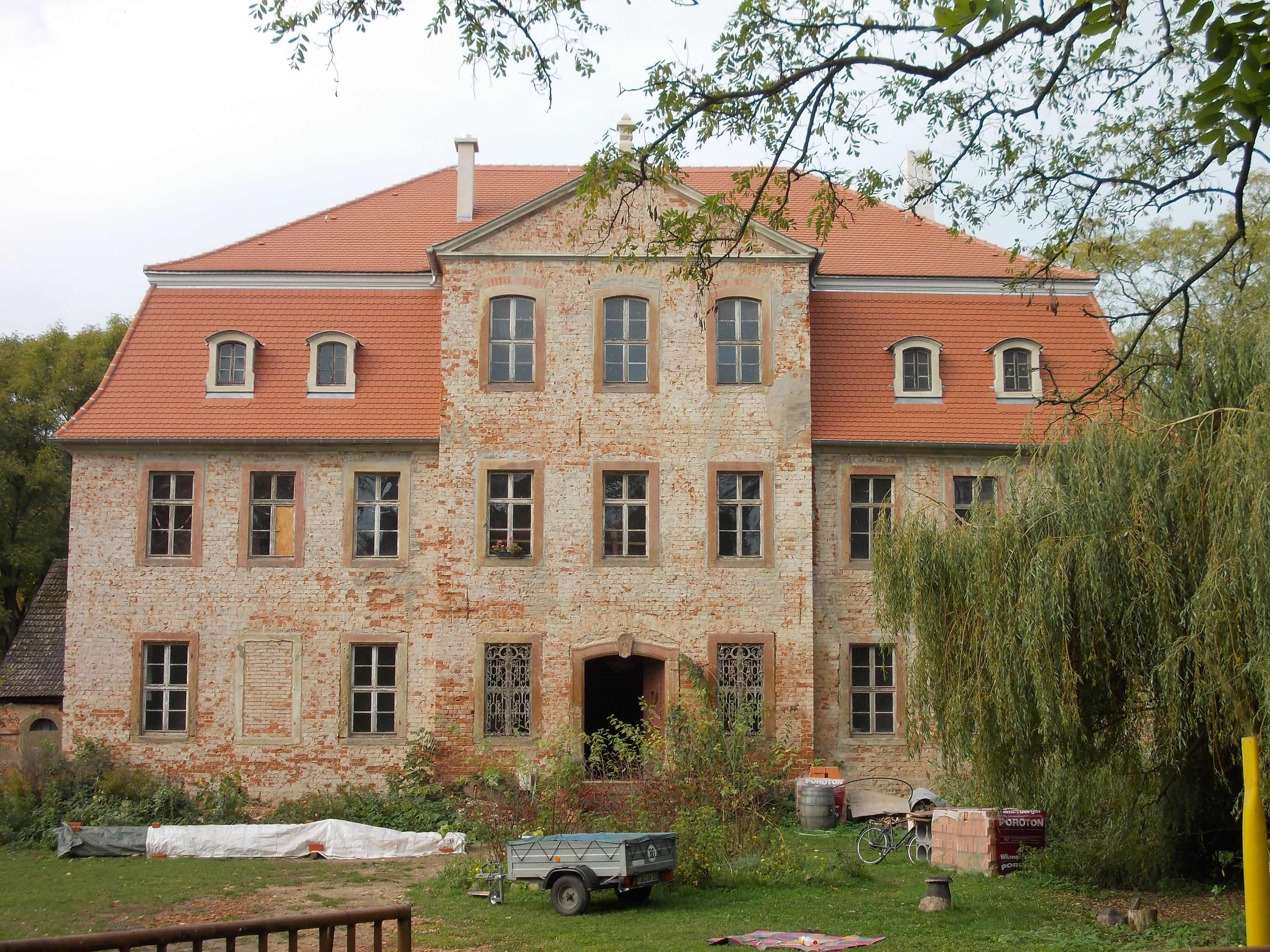
Schloss Audigast

- St. Martin-Kirche: Die St. Martin-Kirche von Audigast erhielt ihr heutiges Aussehen nach einem Brand 1685. Ältester Teil ist der romanische Chor, der sich im Rundbogen zum Schiff und dem östlichen Anbau gleich einer Apsis öffnet.[6] Die Ostseite besitzt einen dreiseitigen Chorschluss, an der Nordseite des Chorjoches befindet sich ein zweigeschossiger Fachwerkbau mit der Patronatsloge. Der gedrungene Turm mit seiner Fachwerkkonstruktion wurde um 1680 errichtet. In den Jahren zwischen 1660 und 1685 wurde die Kirche bis auf die wenigen erhaltenen älteren Teile von Grund auf neu errichtet.[6] Die Innenausstattung stammt weitgehend aus der Barockzeit und besteht aus einem frühbarocken Kanzelaltar sowie einer hölzernen Taufe, deren Deckel mit Akanthusblättern geschmückt ist. Bemerkenswert ist auch die aus dem Vorgängerbau stammende spätgotische Sakramentsnische (15. Jh.). Die in einen barocken Prospekt eingebaute Orgel stammt aus dem Jahr 1826.[7]

- Schloss: Das heutige, unter Denkmalschutz stehende Schloss entstand 1753 auf den Fundamenten einer 1330 erstmals erwähnten mittelalterlichen Wasserburg als zweigeschossiges Gebäude mit neun Achsen und barockem Mansarddach. Die Fassade wird durch einen Mittelrisalit gegliedert, der durch einen Dreiecksgiebel abgeschlossen wird. Im Südflügel befanden sich einst die Wohn- und Wirtschaftsräume des Personals, in der Nordwestecke steht ein runder Treppenturm. Die Innenräume im ersten Obergeschoss werden durch eine zweifach gegenläufige Treppe erschlossen. Im zweiten Obergeschoss befindet sich ein durch die gesamte Tiefe des Gebäudes reichender Festsaal. Das nach 1945 für Wohnzwecke umgebaute Schloss stand seit Mitte der 1990er Jahre leer und befindet sich nun in Besitz einer Genossenschaft, die das Gebäude seit 2011 schrittweise saniert. 2013 erhielt das Schloss ein neues Dach und ist dadurch in seinem Bestand für die nächsten Jahre gesichert. Von den einstigen Wirtschaftsgebäuden sind durch Kriegseinwirkungen nur der Pferdestall und der östliche Teil der ehemaligen Scheune sowie ein Teil des Kuhstalls erhalten. Der Schlosspark hat in seiner Anlage durch Umnutzung als Obstgarten in der Nachkriegszeit und durch mehrfache Baumfällungen gelitten, die Grundstruktur ist aber durch alten Baumbestand mit einer 200-jährigen Blutbuche, mehreren alten Eichen und Robinien sowie zwei kräftigen Eiben noch erkennbar.[8] Im Schloss wird seit Anfang des 19. Jahrhunderts ein Artefakt aufbewahrt, welches in Zusammenhang mit der Legende vom Schimmelreiter steht und das Schloss vor Bränden beschützen soll. Hintergrund ist die Lebensgeschichte des damaligen Schlossherrn Hyazint de Moisy.